# Carl Palmer
Carl Frederick Kendall Palmer (Birmingham, 20 marzo 1950) è un batterista britannico.

## Biografia
Nato in un quartiere di Birmingham, figlio d'arte, inizia il suo approccio alla musica suonando il violino, ma quasi subito capisce che il suo strumento è la batteria.
A 20 anni si esibisce nel concerto dell'isola di Wight; il suo ingresso nel professionismo avviene suonando nel gruppo di Chris Farlowe, per poi passare ai Crazy World di Arthur Brown.

Ancora in cerca di una sua identità, nel 1969 fonda con il tastierista Vincent Crane gli Atomic Rooster il cui primo album ottiene un buon successo. Tanto basta perché l'anno dopo Palmer venga contattato da Keith Emerson per dare vita con Greg Lake a uno dei più importanti gruppi del rock progressivo: Emerson, Lake & Palmer, coi quali raggiunge grande fama, ottenendo nel 1970, 1971, 1972, 1973, 1974, 1977 e 1982 ben sette candidature come miglior percussionista del mondo, spesso rivaleggiato da Jon Hiseman dei Colosseum.

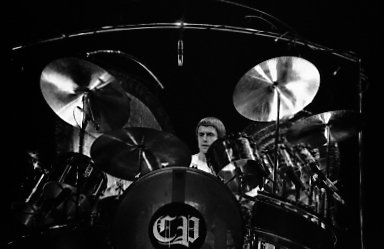
Carl Palmer fotografato durante un concerto degli Emerson Lake and Palmer al Maple Leaf Gardens, Toronto, 3 febbraio 1978.

Finita l'avventura con il trio, Palmer mette in piedi un altro gruppo, i PM, che però hanno vita breve perché nel 1981 il batterista entra negli Asia, gruppo in cui sono confluiti grandi musicisti provenienti da altre formazioni: Steve Howe, ex Yes, Geoff Downes ex Buggles e Yes e John Wetton ex Uriah Heep, King Crimson e UK. Dopo che nel 1985 il suo posto negli ELP è stato preso da Cozy Powell per l'album Emerson, Lake & Powell, nel 1988 torna a collaborare con Emerson nel gruppo dei Three insieme anche a Robert Berry.
Dopo una breve riunione nel 1992 la collaborazione con gli Asia si interrompe, per il momentaneo ritorno con Emerson e Lake, coi quali però non riuscirà a riagguantare lo stesso successo avuto negli anni settanta.
Palmer mette in piedi un proprio trio che attualmente ha al suo attivo due CD. Nel 2006 la formazione originaria degli Asia si ricostituisce per un fortunato tour e l'album "Phoenix".
Nei primi mesi del 2009, sul sito web di Carl Palmer è comparsa la notizia di una possibile riunione degli Emerson, Lake & Palmer, concretizzatasi poi il 25 luglio 2010 in occasione dell'High Voltage Festival, al Victoria Park di Londra, durante il quale Palmer si esibisce sia con il trio che con gli Asia.

## Discografia

### Da solista
- 2001 – Do Ya Wanna Play, Carl? - CD
- 2002 – Working Live, vol. 1 - CD
- 2004 – Working Live, vol. 2 - CD
- 2010 – Working Live, vol. 3 - CD

### Con gli Atomic Rooster
- 1970 – Atomic Roooster

### Con gli Emerson, Lake & Palmer
- 1970 – Emerson Lake & Palmer
- 1971 – Tarkus
- 1972 – Trilogy
- 1973 – Brain Salad Surgery
- 1977 – Works Volume 1
- 1977 – Works Volume 2
- 1978 – Love Beach
- 1992 – Black Moon
- 1994 – In the Hot Seat

### Con i PM
- 1980 – 1:PM

### Con gli Asia
- 1982 – Asia
- 1983 – Alpha
- 1985 – Astra
- 1990 – Then and Now
- 1990 – Live in Moscow
- 1992 – Aqua
- 2007 - Fantasia - Live in Tokyo
- 2008 – Phoenix
- 2010 – Omega
- 2010 - Resonance - The Omega Tour 2010
- 2012 - XXX
- 2014 - Gravitas

### Con i 3
- 1988 – To the Power of Three